# Ermesinde (freguesia)
Ermesinde is een stad en freguesia in de Portugese gemeente Valongo in het district Porto. In 2008 was het inwonertal 42.490 op een oppervlakte van 7,42 km². Ermesinde heeft sinds 1990 de status van stad (cidade).

## Geboren
- Josué Pesqueira (17 september 1990), voetballer

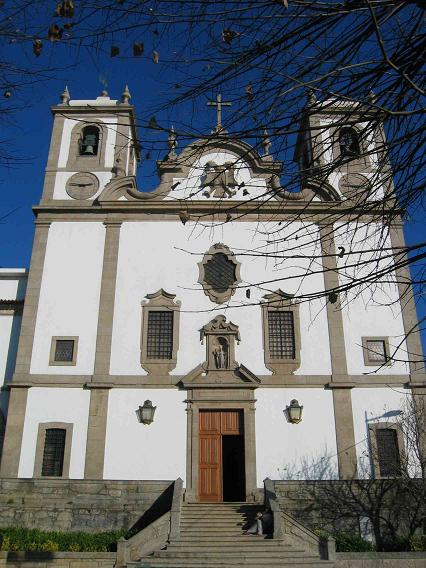
Kerk S. Rita